# Browningia hertlingiana

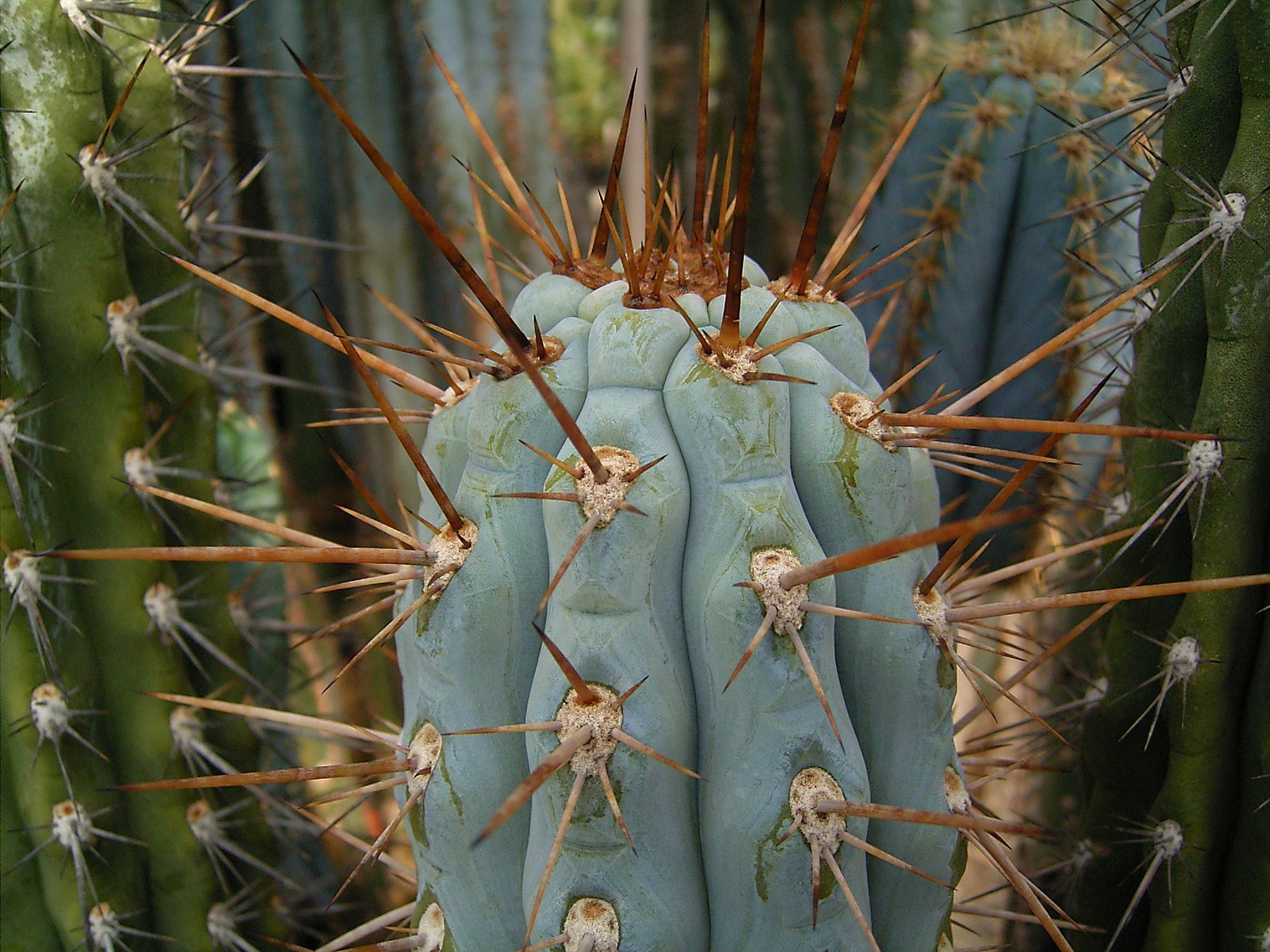
Browningia hertlingiana

Browningia hertlingiana (Backbg.) Buxbaum, és una espècie fanerògama, que pertany a la família de les cactàcies.

## Descripció
És un cactus columnar, poc ramificat. Pot arribar fins als 8 metres d'altura per 30 cm de diàmetre. De color blau brillant. Té grans arèoles llanoses, 4 espines radials, i d'una a tres espines centrals, de fins a 8 cm de longitud. Solen ser grogues a la base i marrons a la punta. Les flors són nocturnes i blanques, de 5 cm de diàmetre, amb un tub d'una longitud de 5 cm, de color violeta obscur, amb escames. És una planta fàcil de reconèixer pels tons blavosos.

## Distribució
És endèmica del Perú. Habita entre la Cordillera Oriental i La Cordillera Occidental, en la vall del Riu Mantaro, al nord-est de Lima.

## Reproducció
És poc habitual la reproducció per llavors essent més comú l'esqueix.

## Cultiu
Es cultiva a ple sol, amb un compost semi-arenòs-humífer, regant normalment durant el període de vegetació. Han d'hivernar seques. Resisteixen fins a un mínim de 6 °C.A temperatures més baixes, existeix el risc que es taque l'epidermis, però la majoria dels exemplars poden aguantar perfectament fins a -3 °C a l'hivern.

## Sinònims
- Clistanthocereus hertlingianus
- Azureocereus hertlingianus
- Azureocereus nobilis
- Azureocereus imperator